# John MacBride
John MacBride (c 1735 - 17 de fevereiro de 1800) era um oficial da Marinha Real Britânica e um político que participou da Guerra dos Sete Anos, da Guerra da Independência Americana e das guerras revolucionárias francesas, eventualmente chegando ao posto de Almirante.
MacBride entrou para a marinha depois de servir nos navios mercantes e distinguiu-se em uma série de ações durante a Guerra dos Sete Anos, como destruir um corsário, o que lhe garantiu o posto de pós-capitão até o final do conflito. Ele foi fundamental no estabelecimento e na garantia de um assentamento britânico sobre as Ilhas Malvinas (Falklands) nos anos de paz que se seguiram e também realizou serviços para a família real, ao transportar Carolina Matilde da Grã-Bretanha, a irmã do rei Jorge III do Reino Unido. Ainda em serviço durante a eclosão da guerra com as colônias norte-americanas, MacBride assumiu o comando de um navio. Ele era ativo contra corsários, capturando o Comte d'Artois em uma batalha difícil ao largo da costa da Irlanda.
MacBride terminou a guerra servindo em terra, na Irlanda, e em 1784 ingressou na carreira política, tornando-se membro do Parlamento Britânico por Plymouth. Com a eclosão da guerra com a França Revolucionária, ele comandou esquadrões ao largo das costas do inimigo e transportou tropas para apoiar operações terrestres no continente. Seu último serviço ativo foi em 1795, embora ele tenha sido promovido a Almirante pouco antes de sua morte em 1800.